# Дункан, Райан
Райан Эндрю Дункан (англ. Ryan Andrew Duncan; род. 18 января 2004, Keig) — шотландский футболист, полузащитник клуба «Абердин».

## Клубная карьера
Дункан — воспитанник клуба «Абердин». 22 ноября 2020 года в матче против «Рейнджерс» он дебютировал в шотландской Премьер-лиге. Летом 2021 года Дункан на правах аренды перешёл в «Питерхед». 11 декабря в матче против «Ист Файф» он дебютировал в Первой лиге Шотландии. В этом же поединке Райан забил свой первый гол за «Питерхед». По окончании аренды Дункан вернулся в «Абердин». 27 августа 2022 года в поединке против «Ливингстона» Райан забил свой первый гол за клуб. 